# Levice
Levice je zastřešující označení pro část politického spektra, které zahrnuje celou řadu politických ideologií. Obvykle je pojem levice používán pro popis skupin hájících zájmy nižších a znevýhodněných vrstev, podporujících sociální rovnost a spravedlnost a změnu tradičního hierarchického uspořádání s cílem rovnostářského přerozdělování bohatství a privilegií. Obsah pojmů levice a pravice se v různých společnostech a v různých dobách lišil.

## Historie
Pojmy levice a pravice vznikly na konci 18. století v období Velké francouzské revoluce, kde v Generálních stavech zasedali přívrženci nového řádu, třetí stav a radikálové (Montagnardi) nalevo a zastánci starého řádu, reakční a monarchističtí aristokraté (Feuillanti) napravo. V zásadě se levicové uskupení řídí heslem francouzské republiky Liberté, égalité, fraternité (Svoboda, rovnost, bratrství). Zřetelně se politická levice vyvinula během Červnového povstání dělnictva roku 1848 ve Francii. Organizátoři První internacionály se považovali za nástupce levice z Velké francouzské revoluce.

## Levicové ideologie a strany
Levicové spektrum se rozpíná od středolevice po krajní levici (ultralevici). Středolevice souhrnně označuje ty pozice v rámci levicového spektra, jejichž cílem není překonání kapitalismu. Termín krajní levice naproti tomu označuje směry, které jsou více radikální a kapitalistický systém zásadně odmítají. Levice a krajní levice historicky zahrnuje řadu revolučních hnutí, zejména socialismus, komunismus a anarchismus (s výjimkou anarchokapitalismu). Za středolevici je považována sociální demokracie, která usiluje o dosažení socialistických ideálů v rámci kapitalistického systému formou regulované tržní ekonomiky v kombinaci se silným sociálním státem (státem blahobytu). Ve Spojených státech a v Evropě (zejména západní) se také od 60. let 20. století prosazuje tzv. nová levice, která se na rozdíl od prosazování třídní rovnosti, jakožto domény „staré/tradiční levice“, soustředí zejména na rovnost sociální. Mezi středolevici se obvykle řadí i progresivismus, zelená politika a někdy i sociální liberalismus.
V České republice se jako levicové strany prezentují například KSČM či Levice nebo Budoucnost, z řad středolevice pak Sociální demokracie, hnutí Idealisté, Zelení a případně Česká pirátská strana.

## Základní rysy
- Vyznačuje se sympatiemi pro takové principy, jakými jsou svoboda, rovnost, solidarita, pokrok, reforma a internacionalismus.[5]
- Akcentuje rovnostářství, prosazuje sociální rovnost, práva menšin a boj proti diskriminaci a privilegiím, stejně tak jako rovnost příležitostí prostřednictvím ochrany sociálně slabších a neprivilegovaných vrstev. Je pro náboženskou rovnost, případně se staví proti náboženství.
- Hájí práva a zájmy marginalizovaných, znevýhodněných a nižších vrstev společnosti, zvlášť pak zájmy zaměstnanců. Podporuje, aby se pracující podíleli na rozhodování ve firmách a podnicích (prostřednictvím odborových organizací či samosprávy pracujících). Levicové směry jako socialismus, komunismus nebo anarchismus usilují o předání výrobních prostředků do rukou pracujících, případně upřednostňují státní, družstevní nebo jinou formu společného vlastnictví výrobních prostředků před vlastnictvím soukromým, jakožto způsob boje proti vykořisťování.
- Kritizuje ekonomickou nerovnost a podporuje přerozdělování s cílem podpořit sociální kohezi ve společnosti. Extrémní kontrast bídy a blahobytu považuje za amorální, nemotivační a společensky rozkladný.[6] Představa o ideálním ekonomickém systému se však mezi jednotlivými směry různí. Sociální demokracie a středolevice upřednostňuje keynesiánství a model sociálně-tržního hospodářství se silným sociálním státem.[7] Marxisté, historicky vycházející z ekonomických teorií Karla Marxe, vidí cestu ve znárodnění a centrálně plánovaném hospodářství, jakožto předvojem ke vzniku komunistické společnosti.[8] Levicový libertarianismus, libertariánský socialismus a anarchismus prosazují decentralizovanou ekonomiku řízenou odbory, samosprávami pracujících, družstvy, obcemi a komunami, kde by byly výrobní prostředky ve společném vlastnictví a řízeny by byly lokálně, což oponuje jak myšlence ekonomiky řízené státem (státní socialismus), tak trhem.[9] Některé novější směry socialismu pak od plánování zcela upouští a upřednostňují tržní alokaci v rámci ekonomiky založené na společném vlastnictví.[10]

- Klade spíše důraz na kolektivismus než na individualismus.[11]